# Tutankamón como Amón
La cabeza de Tutankamón como Amón (número de inventario, 07.228.34) es el fragmento de una cabeza procedente de una estatua grande tallada en diorita del faraón Tutankamón (1332-1323 a. C.) de la XVIII dinastía bajo la apariencia del dios supremo Amón.

## Descripción
Esta cabeza procede de una estatua de Amón de tamaño algo superior al natural: la corona plana con dos altas plumas, ahora desaparecidas, y la barba postiza trenzada formaban parte de la clásica iconografía del dios. Los rasgos físicos son claramente los del joven Tutankamón: labios carnosos, con el inferior ligeramente protuberante, ojos almendrados y párpados un tanto caídos. Los contornos bien definidos de la boca y los ojos y la medida contención confieren al dios una expresión fría y distante, típica del estilo post-amarniano: un buen número de estatuas de Amón con el rostro de Tutankamón fueron realizadas para el gran templo de Karnak, para simbolizar la gran restauración de los monumentos de Amón emprendida por el joven faraón después de la "revolución" de Akenatón; la estatua a la que pertenecía esta cabeza probablemente formaba parte de tal programa.